# Умирающий лебедь
О музыкальной основе см. Лебедь (Сен-Санс)
«Умирающий лебедь» (фр. La Mort du Cygne) — хореографическая миниатюра, поставленная в 1907 году Михаилом Фокиным для балерины Анны Павловой на музыку Сен-Санса из сюиты «Карнавал животных».

## Версия Анны Павловой
Премьера балетного номера «Лебедь» состоялась на благотворительном концерте хора Мариинского театра в зале Дворянского собрания Санкт-Петербурга 22 декабря 1907 года. «Умирающий лебедь» стал визитной карточкой Павловой: она исполнила его около 4000 раз (в том числе в таких отдалённых местах, как Буэнос-Айрес и Лима) и, по преданию, на смертном одре просила приготовить для неё костюм Лебедя. 
«Лебедь» проживает целую жизнь за две с половиной минуты и в последующих редакциях хореографическую зарисовку с драматургией целого балета Фокин назвал «Умирающий лебедь», хотя в финале музыкального произведения Сен-Санса не было трагического конца. Сен-Санс был удивлён такой трактовкой: в его пьесе лебедь не умирает, и музыка написана в мажорной тональности (G-dur).

Возможно, образ Анны Павловой, её печальный взгляд и пластика, которую она изучала, глядя на живого лебедя, явились основой для драматургической линии номера. В этой миниатюре важна актёрская индивидуальность, печальный «Лебедь» может бороться за жизнь или смиренно сложить свои крылья перед неизбежной кончиной. 

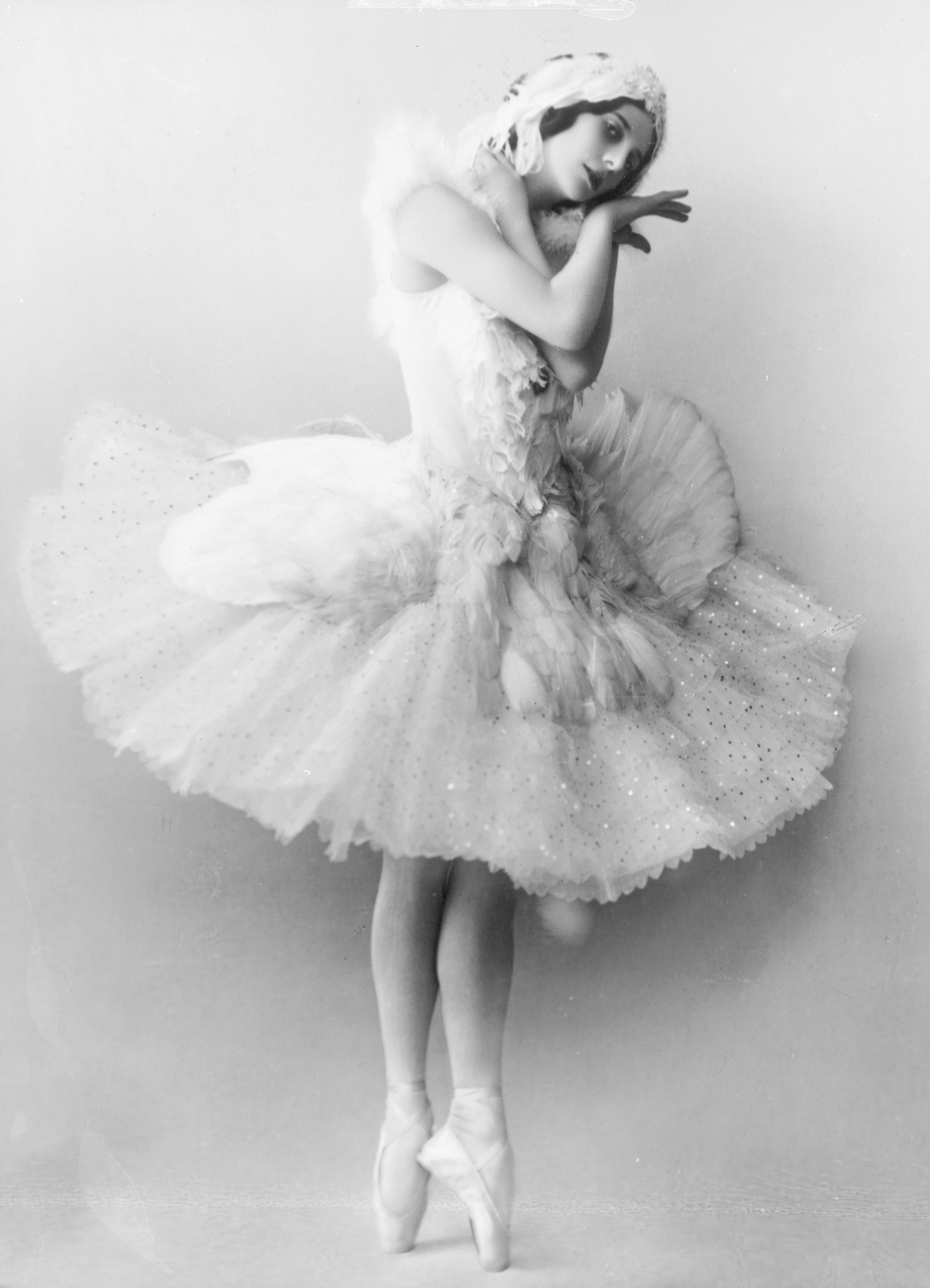
Анна Павлова в образе умирающего лебедя

Кантиленная мелодия виолончели изображает плавное движение лебедя по поверхности воды, а руки балерины, словно крылья, широким и пластичным взмахом пропевают эту мелодию. Pas de bourres suivi в ногах — это арпеджио фортепиано в размере 6/8, изображающие рябь воды на озере.
В 1924 году в Голливуде был снят фильм «Бессмертный Лебедь» об Анне Павловой, в котором есть кадры кинохроники, запечатлевшие её с лебедями.

## Другие версии
Для многих балерин «Умирающий лебедь» стал визитной карточкой в концертах. Наибольшую известность получили интерпретации номера Иветт Шовире (с 1937), которая выступала в балете Монте-Карло, и Наталии Макаровой (в 1970-е гг.). 
Широко известна также постановка 1948 года балетмейстера Сержа Лифаря на музыку Фредерика Шопена (10 декабря 1948, Гранд Опера).
Майя Плисецкая исполняла номер на музыку Сен-Санса в редакции своей тёти Суламифи Мессерер. 